# 赛莨菪
赛莨菪（学名：Scopolia carniolicoides）为茄科赛莨菪属下的一个种。